# Ягодка (Червенский район)
Яго́дка (бел. Ягодка, встречается и ошибочное написание Ягадка) — деревня в Червенском районе Минской области. Входит в состав Валевачского сельсовета

## Географическое положение
Находится примерно в 17 км к северо-западу от райцентра и в 45 км от Минска, в 30 километрах от железнодорожной станции Смолевичи, в 2 километрах от автодороги М4 Минск—Могилёв.

## История
В письменных источниках упоминается с конца XIX века. Согласно переписи населения Российской империи 1897 года фольварок Смиловичской волости Игуменского уезда Минской губернии в 1 двор, где проживали 8 человек. На начало XX века имение из 1 двора, где было 59 жителей. На 1917 год вновь упоминается как фольварок, население 58 человек. С февраля по декабрь 1918 года оккупирован немцами, с августа 1919 по июль 1920 — поляками. 20 августа 1924 года деревня вошла в состав вновь образованного Валевачского сельсовета Червенского района (с 20 февраля 1938 — Минской области. В скорости после установления  советской власти имение преобразовано в посёлок. Согласно Переписи населения СССР 1926 года здесь было 27 дворов, проживали 116 человек. В 1930-е проведена коллективизация. В период Великой Отечественной войны оккупирована немцами в конце июня 1941 года. 7 её жителей погибли на фронте. Освобождена 2 июля 1941 года. В 1980-е относилась к совхозу «Искра». По итогам переписи населения Беларуси 1997 года в деревне насчитывалось 18 домов, проживали 32 человека.

## Население
- 1897 — 1 двор, 8 жителей.
- начало XX века — 1 двор, 59 жителей.
- 1917 — 1 двор, 58 жителей.
- 1926 — 27 дворов, 116 жителей.
- 1997 — 18 дворов, 32 жителя.
- 2013 — 8 дворов, 12 жителей.